# Sikasso régió
Sikasso régió Mali legdélebbi régiója. Sikasso város a székhelye, ami az ország harmadik legnagyobb városa, de lakossága egyre csak növekszik, mivel a déli Elefántcsontpartról évről évre többen menekülnek Maliba.
A régió legfőbb etnikai csoportja a bambara, de nagyobb számban élnek még itt az ügyes gazdálkodók hírében álló szamagók és szenufók is. A helyi gazdaság alapja a mezőgazdálkodás, amely igen jól fejlett, köszönhetően a bőséges csapadékmennyiségnek, amely a régióra hullik.

## Földrajza
Sikasso az ország legdélebbre található régiója, északnyugatról Koulikoro régió, északkeletről Ségou régió, keletről Burkina Faso, délről Elefántcsontpart, nyugatról pedig Guinea határolja. Míg a régió déli része inkább dombos, illetve hegyes, addig a középső és az északi részén síkságok találhatóak. A legmagasabb pont 800 méteren található.
Sikasso régió a Niger felső folyásának vízgyűjtő területéhez tartozik. Így több folyó és azok mellékágai is keresztül szelik a régiót. A legjelentősebb folyók közé tartozik a Baoulé, a Bagoé és a Banifing. Ezek mind a nagyobb Bani mellékfolyói. A Bani folyó keletebbre csatlakozik a Niger belső deltájához.
Az éghajlat trópusinak mondható, éves csapadékmennyisége 700 és 1500 mm között mozog, ezzel Mali legcsapadékosabb területe. Az éves átlaghőmérséklet 27 °C.

## Gazdaság

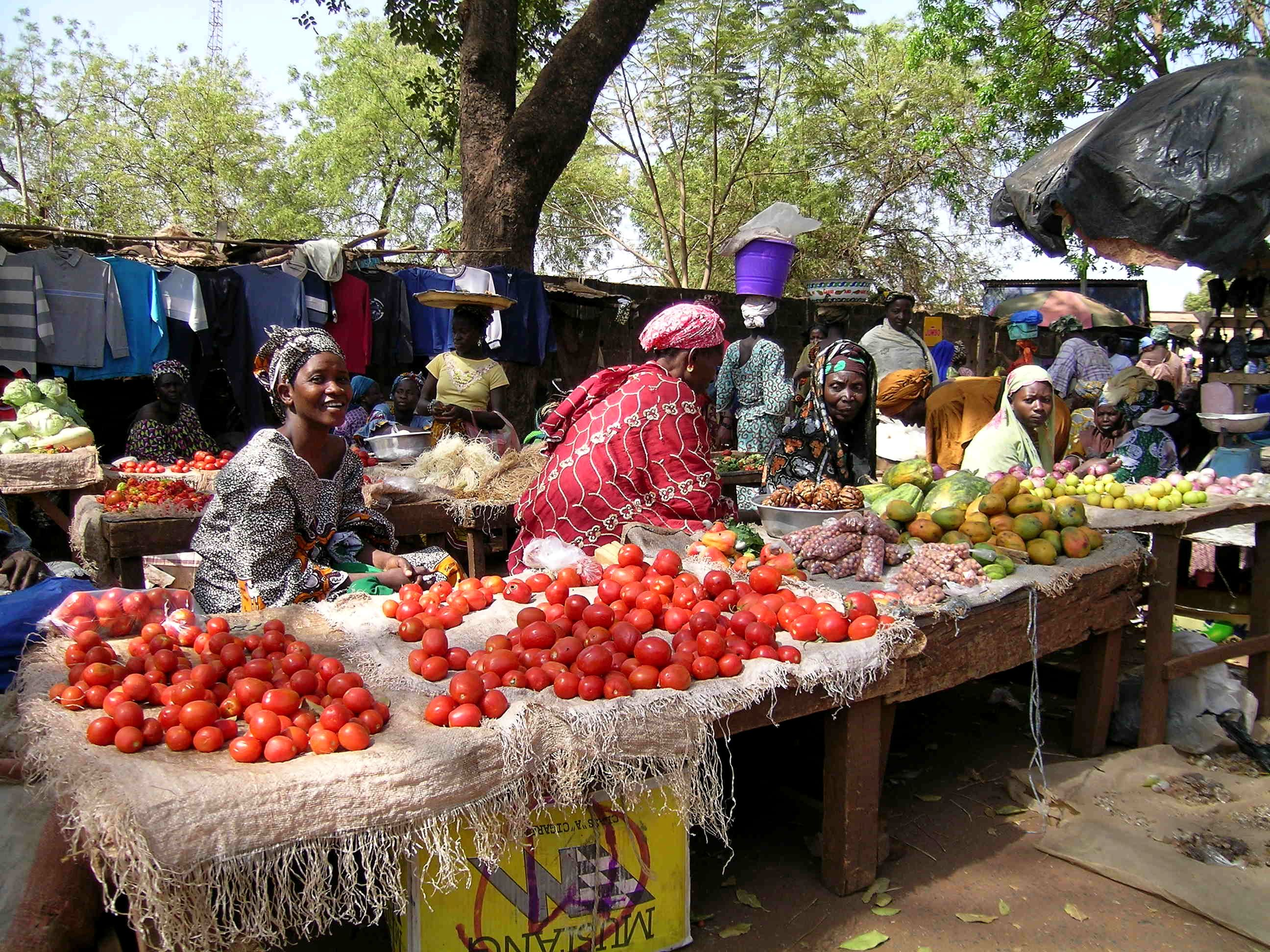
Gyümölcs- és zöldségárusok Sikasso város piacán

A kedvező éghajlat, a bőséges csapadék és a termékeny talaj lehetővé tette a fejlett mezőgazdaság kialakulását. A fontos gabonatermesztés miatt a régiót Mali kenyereskosarának is nevezik. A gabonafélék mellett a zöldség- és gyümölcstermesztésnek (főleg a mangónak) van nagy jelentősége. Gyapottermelése is jelentős, az ország gyapotkivitelének a kétharmadát adja a régió. A gyapot köré épült iparágaknak köszönhetően a régió fővárosa, Sikasso rendelkezik Bamako után az ország legnagyobb ipari parkjával. A közelmúltban a tea jelentősége is nőni kezdett.
A régió földje gazdag ásványi anyagokban, főleg aranyat, lítiumot és nikkelt bányásznak, de az alumíniumgyártás is jelentős.

## Nevezetességei
- Le Mamelon: A palota Sikasso város központjában lévő dombon áll. A 30 méter magas épület a Kénédougou Királyság uralkodójának rezidenciájául szolgált. Az épület alatt egy nagy lőportároló is helyet kapott. A francia megszállás során ide tűzték ki a francia lobogót.
- Le Tata: Sikasso 18. századbeli városfala volt, amely mára szinte teljesen eltűnt. A korabeli beszámolók alapján, a fal 9,5 km hosszú, 6 méter vastag (a tövénél) és 2 méter magas volt.
- Missirikoroi barlangok: Sikassótól mintegy 12 km-re délnyugatra található 80 méter magas szikla barlangjai mindig is fontos szerepet játszottak a helyiek életében. A muzulmánoknak fontos szent hely ez, ahol imádkozni illetve meditálni szoktak. Háborúk idején a barlangok menedékhelyül is szolgáltak.

## Fordítás
- Ez a szócikk részben vagy egészben  a   Sikasso Region című angol Wikipédia-szócikk fordításán alapul.  Az eredeti cikk szerkesztőit annak laptörténete sorolja fel. Ez a jelzés csupán a megfogalmazás eredetét és a szerzői jogokat jelzi, nem szolgál a cikkben szereplő információk forrásmegjelöléseként.
- Ez a szócikk részben vagy egészben  a   Région de Sikasso című francia Wikipédia-szócikk fordításán alapul.  Az eredeti cikk szerkesztőit annak laptörténete sorolja fel. Ez a jelzés csupán a megfogalmazás eredetét és a szerzői jogokat jelzi, nem szolgál a cikkben szereplő információk forrásmegjelöléseként.